# 三遊亭圓雀 (6代目)
六代目 三遊亭 圓雀（さんゆうてい えんじゃく、1966年12月12日 - ）は埼玉県草加市出身・在住の落語家。本名：葛城 竜太。出囃子は『宮さん宮さん』。
落語芸術協会会員、三遊亭圓雀の当代。陸上自衛官として勤務した経験を持つ。

## 来歴
1985年（昭和60年）に東和大学附属昌平高等学校（現：昌平高等学校）卒業後、陸上自衛隊に入隊。
第31普通科連隊重迫撃砲中隊（朝霞駐屯地）に配属される。自衛隊体育学校の近代五種班・体育班に所属していたことがある。
1987年（昭和62年）12月、三遊亭小遊三に入門。
1988年（昭和63年）3月、三遊亭あん太の高座名で前座となり、浅草演芸ホールで初高座。
1992年（平成4年）2月1日、二つ目に昇進し、デキシーバンド「にゅうおいらんず」での小遊三の同僚（ほぼ同期で年齢は2つ下だが叔父弟子でもある）にあたる5代目三遊亭圓雀が二つ目時代に名乗っていた三遊亭春馬を襲名する。
2001年（平成13年）5月1日、三遊亭春馬のまま真打に昇進。5代目と代数を入れる。
5代目圓雀死去から約2年9ヶ月後の2018年（平成30年）9月2日、6代目三遊亭圓雀を襲名。浅草ビューホテルで襲名披露宴が行われ、地元政治家・相撲界・プロレス界などから多数お祝いにかけつけ、400名あまりが新しい名での門出を祝った。襲名に際して寄席での大々的な披露興行という形はとらなかったが、2018年9月下席の新宿末廣亭夜の部から「襲名記念」と銘打ち、トリとして出演した。

## 芸能活動以外の役職
- 埼玉県草加市草加文化大使：2005年（平成17年）
- 埼玉県UR都市機構UR地域懇談会委員：2005年（平成17年）
- 草加市委嘱「そうか宣伝隊長」：2014年（平成26年）10月6日

## 人物
- 大相撲ファンであり、「三遊亭圓雀の落語大相撲」を全国で展開している。

- 力士浴衣の反物を収集しており、力士浴衣を使用した浴衣・ステテコ・巾着などのグッズを自身で仕立て、多数制作している[4]。

## 出演
- 『ニュース シブ5時』「能町みね子のシブ5時相撲部」(2019年7月5日、NHK総合）- 自宅で、力士浴衣のコレクションを披露[5]。